# Любохинівська сільська рада
| Любохинівська сільська рада — орган місцевого самоврядування у Старовижівському районі Волинської області з адміністративним центром у с. Любохини. Водоймища на території, підпорядкованій даній раді: озера Островне, Домашнє, Біле, Грибне, Виторж, Брунець. Сільській раді підпорядковані населені пункти: - с. Любохини |

## Склад ради
Рада складається з 16 депутатів та голови.

### Керівний склад ради
| ПІБ                       | Основні відомості                                                 | Дата обрання | Дата звільнення |
| ------------------------- | ----------------------------------------------------------------- | ------------ | --------------- |
| Стрільчук Адам Васильович | Сільський голова, 1959 року народження, освіта, безпартійний      | 26.03.2006   | 31.10.2010      |
| Стрільчук Адам Васильович | Сільський голова, 1959 року народження, освіта вища, безпартійний | 31.10.2010   |                 |

Примітка: таблиця складена за даними джерела

## Населення
Згідно з переписом УРСР 1989 року чисельність наявного населення сільської ради становила 2184 особи, з яких 1081 чоловік та 1103 жінки.
За переписом населення України 2001 року в сільській раді мешкало 2026 осіб.

### Мова
Розподіл населення за рідною мовою за даними перепису 2001 року:
| Мова       | Відсоток |
| ---------- | -------- |
| українська | 99,85 %  |
| російська  | 0,15 %   |